# Sigg
Sigg est une entreprise suisse produisant des gourdes en métal depuis 1908, notamment pour l'armée suisse ainsi que pour un usage civil, par exemple pour le camping ou la randonnée.

## Historique

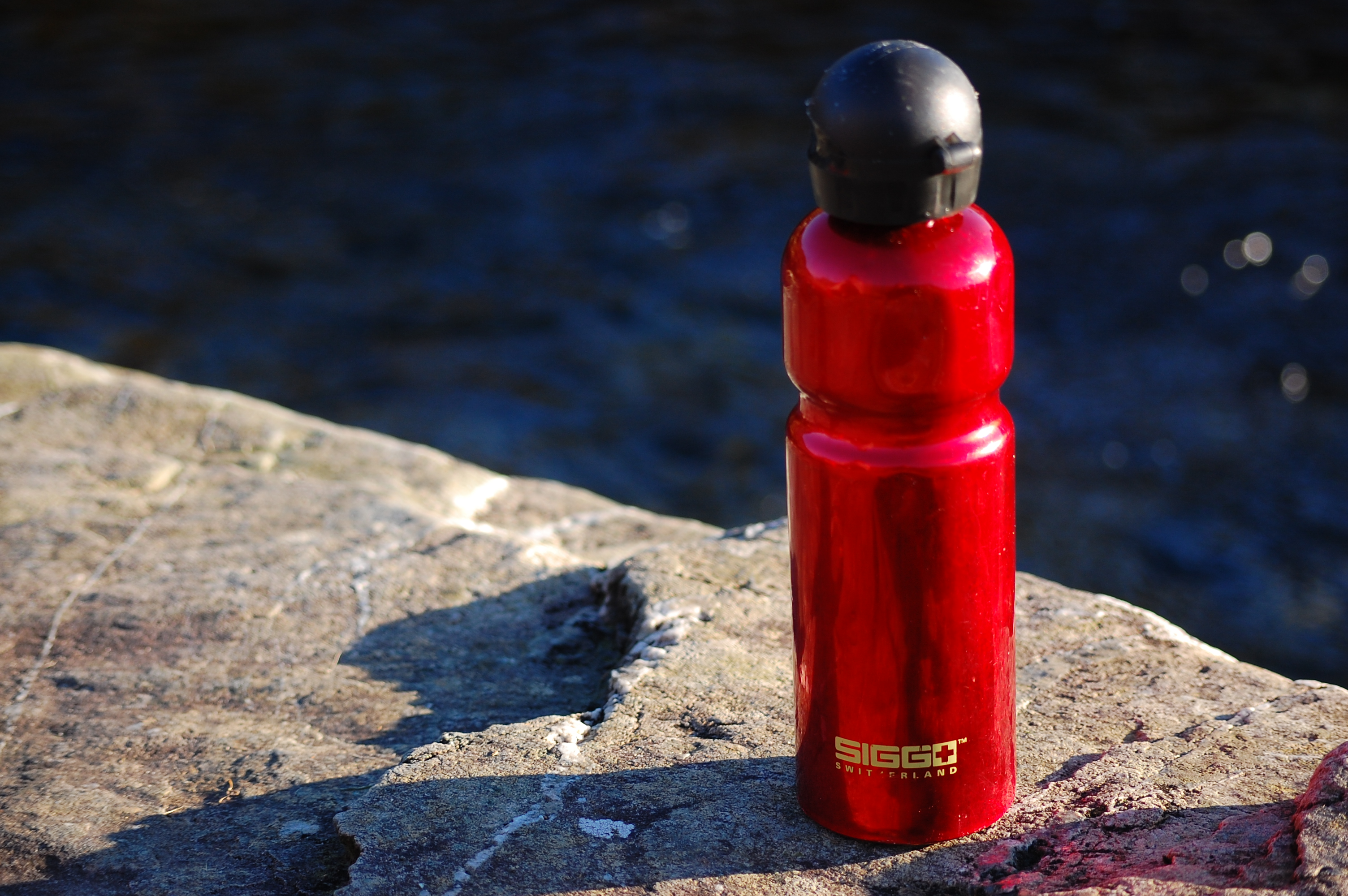
Une gourde Sigg.

L'entreprise a été fondée à Bienne en 1908 par Ferdinand Sigg et Xavier Küng sous le nom de Küng, Sigg & Cie. L'entreprise produisait alors des équipements de cuisine, des bouteilles ainsi que des équipements électriques en aluminium. En 1916, la société déménage à Frauenfeld et prend le nom de SIGG Aluminiumfabrik. Depuis 1998, la société a concentré son activité sur la production de gourdes. Selon une étude de marché, la marque serait connue par plus de 70 % des consommateurs dans les pays germanophones.
Le 5 février 2016, l'entreprise chinoise Haers Vaccum Containers a annoncé l'acquisition de l'entreprise pour 16,1 millions de francs suisses.

## Perturbateurs endocriniens
Les gourdes Sigg fabriquées avant août 2008 contenaient un revêtement intérieur au bisphénol A (BPA), un perturbateur endocrinien, malgré l'affirmation du fabricant qu'elles ne relarguaient pas de BPA,. Ces gourdes ont un revêtement orange-doré, les nouvelles ont un revêtement en copolyester de couleur blanche, annoncé comme sans BPA ni phtalates,.

## Interchangeabilité
Toutes les bouteilles Sigg utilisent le même diamètre de tête et de filetage, ce qui permet l'interchangeabilité des bouchons. Il existe différents types de capuchons, comme un capuchon à visser normal avec boucle, des capuchons avec des marqueurs luminescents et des capuchons offrant une protection supplémentaire contre la poussière.

## Types de bouteilles

### Bouteilles en aluminium

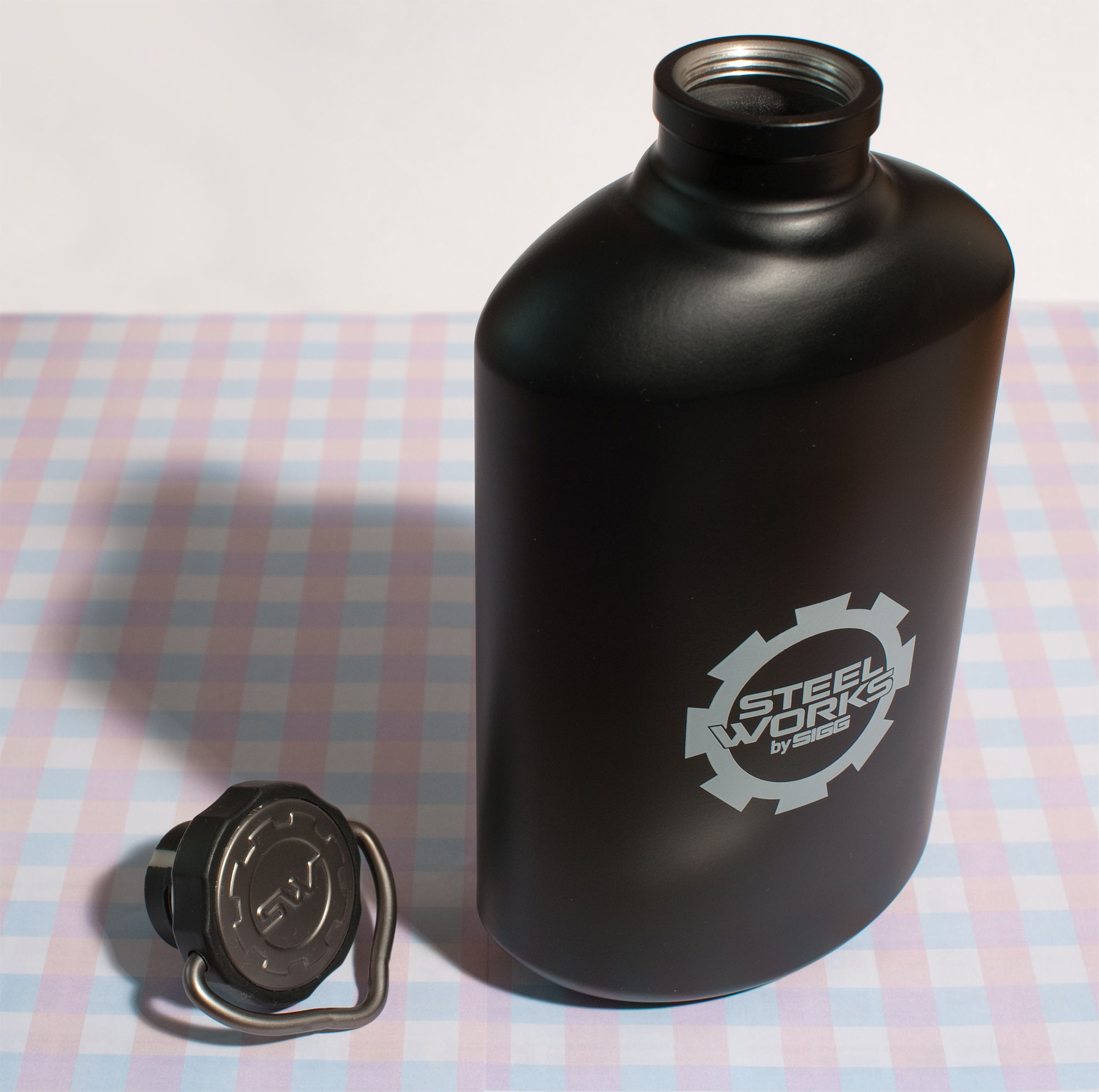

Les bouteilles en aluminium sont fabriquées à l’aide d’une presse à extruder qui forme un cylindre en un seul mouvement, après quoi elle est pressée dans l’une des tailles de bouteilles possibles. Un anneau de filetage séparé est inséré et sécurisé. Une fois la bouteille formée, elle est nettoyée et l'intérieur est pulvérisé avec un émail compatible avec les aliments, chauffé pendant que l'extérieur est revêtu avec de la peinture en poudre.
Les bouteilles en aluminium sont résistantes aux chocs et aux déformations, légères et protègent le contenu de la lumière. Le revêtement intérieur est flexible et il est peu probable qu'il se brise ou se fissure lors des déformations. Le magazine Backpacker a déterminé que les bouteilles de Sigg étaient « les bouteilles d'eau les plus robustes au monde » : ils ont effectué les tests en tirant des balles de golf sur les bouteilles d'eau avec un canon de 100 livres. Toutes les bouteilles Sigg fabriquées après août 2008 utilisent le revêtement EcoCare, ce qui, selon Sigg, est « fabriqué à partir d'ingrédients sans BPA et sans phtalates ».
L'inconvénient de l'aluminium mince est qu'il n'offre pas beaucoup d'isolation, ce qui signifie que la condensation peut s'accumuler à l'extérieur de la bouteille. Sigg vend des manchons isolants qui protègent la bouteille des coups, aident à isoler les boissons à l'intérieur et éliminent le problème de condensation. La taille limitée de l'ouverture rend également difficile le remplissage ou le nettoyage de la bouteille ou son utilisation à des fins autres que la consommation, bien que Sigg fabrique maintenant des bouteilles à large goulot et des adaptateurs permettant l'utilisation de bouchons de taille standard. Les bouteilles en aluminium sont également plus sujettes aux chocs que les bouteilles en acier inoxydable. Un autre inconvénient est que les bouteilles ne sont pas adaptées à la congélation, car les liquides de congélation augmentent de volume et provoquent des fissures dans la bouteille. Par conséquent, il est conseillé de ne pas garder les liquides dans le récipient pendant des périodes prolongées sous des températures de gel.

### Bouteilles en acier inoxydable

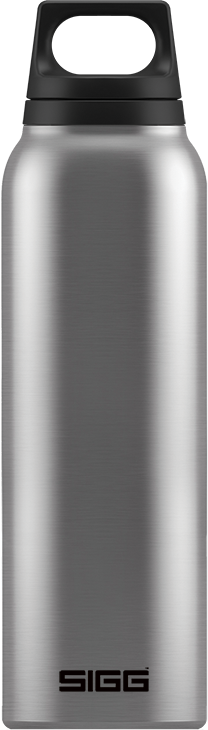
Bouteille Sigg en acier inoxydable.

En 2013, Sigg a introduit un nouveau matériau dans sa collection, l’acier inoxydable. Avec la ligne Hot&Cold en acier inoxydable, Sigg offre une solution pour isoler les bouteilles. Ces bouteilles ont une isolation sous vide à double paroi qui leur permet de maintenir la température, froide ou chaude, pendant plusieurs heures. L'un des avantages de ces bouteilles est qu'elles ne nécessitent pas de doublure interne pour protéger les liquides et qu'elles sont plus résistantes aux chocs et aux égratignures que les bouteilles en aluminium.

### Bouteilles en polypropylène
Depuis avril 2014, Sigg a commencé à fabriquer des bouteilles en polypropylène de haute qualité, recyclable à 100 % (l'un des plastiques les plus sûrs, durables et respectueux de l'environnement disponibles à ce jour). Dans le cadre de la philosophie de la société qui consiste à préserver la lisibilité de ses produits, les bouteilles Sigg VIVA sont produites en Suisse. Sigg s'assure que ces bouteilles sont exemptes de BPA et qu'elles sont produites avec les mêmes normes écologiques que les bouteilles en aluminium. Ces bouteilles de sport ont l’avantage d’être transparentes, ce qui leur permet de voir à l’intérieur et sont très résistantes aux égratignures.

### Bouteille en verre

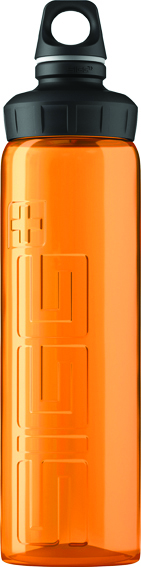
Bouteille Sigg en Tritan.

En 2015, Sigg a élargi sa gamme en proposant un nouveau flacon en verre. La bouteille est composée de deux parois en verre borosilicate résistant à la chaleur, d’une ouverture en WMB (bouteille à goulot large) pour permettre l’ajout de glaçons et de deux éléments en silicone amovibles : une poignée autour du corps de la bouteille et un socle avec support antichoc. Ces éléments protègent les doigts et empêchent la bouteille de se briser en se cognant ou en se posant trop fort. Les deux parois en verre séparées offrent une isolation optimale, de sorte que les boissons froides restent froides (jusqu'à deux heures) et les boissons chaudes restent chaudes (jusqu'à une heure). La bouteille peut être manipulée confortablement même si elle contient des boissons chaudes et la paroi extérieure n'est pas soumise à la condensation lorsque la bouteille contient des boissons froides. Le liquide n'entre en contact qu'avec le verre et l'acier inoxydable, son goût reste donc inchangé. Tous les matériaux utilisés pour la bouteille sont sans BPA et BPS.

### Bouteille en Tritan
Sigg propose également des bouteilles de sport composé de Tritan.

## Design

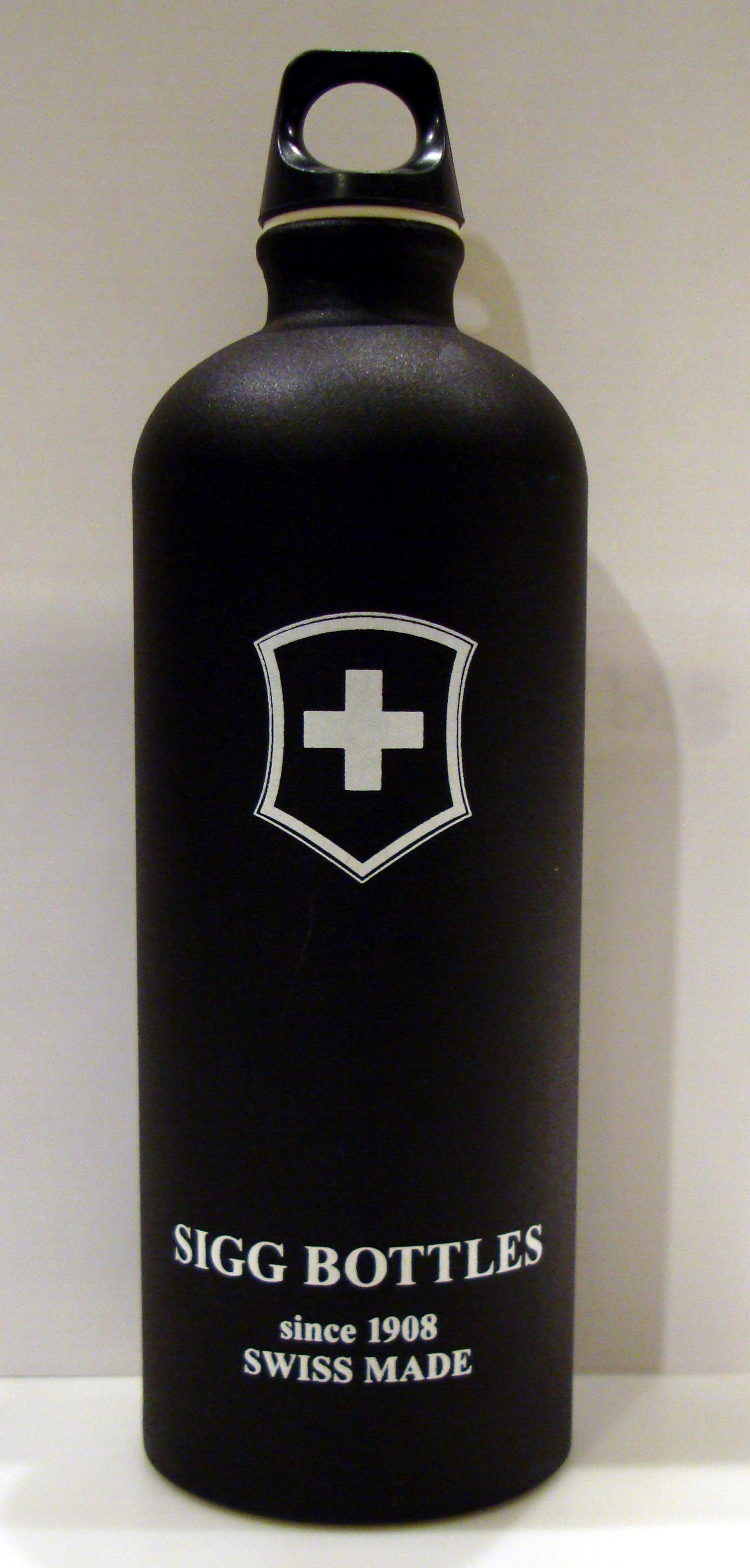

Chaque année, de nouvelles conceptions sont ajoutées à la collection, tandis que d'autres ne sont plus produites. En 1993, le design de la bouteille Sigg a conduit son ajout à la collection de designs permanents du Musée d'art moderne de New York. La bouteille classique est d'une seule couleur (le plus souvent rouge), tandis que les bouteilles plus modernes peuvent porter des motifs et sont disponibles en finitions brillantes ou mates. Les éditions spéciales comprennent celles spécialement conçues pour la tournée du groupe anglais Radiohead en 2008. Elles ont été utilisées par le groupe et achetées lors de spectacles. En 2009, Sigg s'est associé à Original Wraps pour fournir des bouteilles d'eau entièrement personnalisables.